# NBA Cup 2024
La NBA Cup 2024, conocida por motivos de patrocinio como Emirates NBA Cup, fue un torneo de baloncesto que se disputó durante la temporada 2024-25 de la NBA. Participaron los 30 equipos de la liga jugando partidos de temporada regular que cuentan para la clasificación de la temporada. La "Final Four" (semifinales y finales de la ronda eliminatoria) se jugaron en el estadio T-Mobile Arena de Las Vegas. Los campeones fueron los Milwaukee Bucks, y el MVP de la final fue para el griego Giannis Antetokounmpo.

## Sorteo
Los equipos se asignaron en cinco bombos por conferencia según la clasificación de la temporada regular 2022-23. El bombo 1 contenía a los equipos con los tres mejores récords de la temporada regular en cada conferencia, mientras que el bombo 2 contenía a los equipos con los mejores récords del cuarto al sexto y así sucesivamente, concluyendo con el bombo 5, que contenía los equipos con los tres peores registros (del 13 al 15).

### Bombos
| Bombo | #  | Equipo              | Balance | Balance |
| Bombo | #  | Equipo              | G       | P       |
| ----- | -- | ------------------- | ------- | ------- |
| 1     | 1  | Boston Celtics      | 64      | 18      |
| 1     | 2  | New York Knicks     | 50      | 32      |
| 1     | 3  | Milwaukee Bucks     | 49      | 33      |
| 2     | 4  | Cleveland Cavaliers | 48      | 34      |
| 2     | 5  | Orlando Magic       | 47      | 35      |
| 2     | 6  | Indiana Pacers      | 47      | 35      |
| 3     | 7  | Philadelphia 76ers  | 47      | 35      |
| 3     | 8  | Miami Heat          | 46      | 36      |
| 3     | 9  | Chicago Bulls       | 39      | 43      |
| 4     | 10 | Atlanta Hawks       | 36      | 46      |
| 4     | 11 | Brooklyn Nets       | 32      | 50      |
| 4     | 12 | Toronto Raptors     | 25      | 57      |
| 5     | 13 | Charlotte Hornets   | 21      | 61      |
| 5     | 14 | Washington Wizards  | 15      | 67      |
| 5     | 15 | Detroit Pistons     | 14      | 68      |

| Bombo | #  | Equipo                 | Balance | Balance |
| Bombo | #  | Equipo                 | G       | P       |
| ----- | -- | ---------------------- | ------- | ------- |
| 1     | 1  | Oklahoma City Thunder  | 57      | 25      |
| 1     | 2  | Denver Nuggets         | 57      | 25      |
| 1     | 3  | Minnesota Timberwolves | 56      | 26      |
| 2     | 4  | Los Angeles Clippers   | 51      | 31      |
| 2     | 5  | Dallas Mavericks       | 50      | 32      |
| 2     | 6  | Phoenix Suns           | 49      | 33      |
| 3     | 7  | New Orleans Pelicans   | 49      | 33      |
| 3     | 8  | Los Angeles Lakers     | 47      | 35      |
| 3     | 9  | Sacramento Kings       | 46      | 36      |
| 4     | 10 | Golden State Warriors  | 46      | 36      |
| 4     | 11 | Houston Rockets        | 41      | 41      |
| 4     | 12 | Utah Jazz              | 31      | 51      |
| 5     | 13 | Memphis Grizzlies      | 27      | 55      |
| 5     | 14 | San Antonio Spurs      | 22      | 60      |
| 5     | 15 | Portland Trail Blazers | 21      | 61      |

### Resultados del sorteo
Los grupos iniciales fueron revelados durante el anuncio del torneo el 12 de julio de 2024.
| Grupo A                                                                                                | Grupo B                                                                                         | Grupo C                                                                                                 |
| --- | ----------------------------------------------------------------------------------------------- | --- |
| New York Knicks (2) Orlando Magic (5) Philadelphia 76ers (7) Brooklyn Nets (11) Charlotte Hornets (13) | Milwaukee Bucks (3) Indiana Pacers (6) Miami Heat (8) Toronto Raptors (12) Detroit Pistons (15) | Boston Celtics (1) Cleveland Cavaliers (4) Chicago Bulls (9) Atlanta Hawks (10) Washington Wizards (14) |

| Grupo A | Grupo B                                                                                                 | Grupo C |
| --- | --- | --- |
| Minnesota Timberwolves (3) Los Angeles Clippers (4) Sacramento Kings (9) Houston Rockets (11) Portland Trail Blazers (15) | Oklahoma City Thunder (1) Phoenix Suns (6) Los Angeles Lakers (8) Utah Jazz (12) San Antonio Spurs (14) | Denver Nuggets (2) Dallas Mavericks (5) New Orleans Pelicans (7) Golden State Warriors (10) Memphis Grizzlies (13) |

## Fase de grupos

### Grupo A Este
| Pos. | Equipo             | PJ | G | P | PF  | PC  | DP  | Pts | Clasificación                 |
| ---- | ------------------ | -- | - | - | --- | --- | --- | --- | ----------------------------- |
| 1    | New York Knicks    | 4  | 4 | 0 | 455 | 425 | +30 | 8   | Avanza a la fase eliminatoria |
| 2    | Orlando Magic      | 4  | 3 | 1 | 441 | 396 | +45 | 7   | Avanza a la fase eliminatoria |
| 3    | Philadelphia 76ers | 4  | 2 | 2 | 408 | 411 | −3  | 6   |                               |
| 4    | Brooklyn Nets      | 4  | 1 | 3 | 436 | 475 | −39 | 5   |                               |
| 5    | Charlotte Hornets  | 4  | 0 | 4 | 406 | 439 | −33 | 4   |                               |

 Fuente: NBA
Todos los horarios son de acuerdo al Tiempo del Este (UTC-4 y UTC-5).
| 12 de noviembre | Charlotte Hornets                                                | 89–114                                | Orlando Magic                                              | |  |
| 7:00 p. m.      | Parciales: 29–31, 18–27, 19–31, 23–25                            | Parciales: 29–31, 18–27, 19–31, 23–25 | Parciales: 29–31, 18–27, 19–31, 23–25                      | |  |
|                 | Estadísticas LaMelo Ball 35 Moussa Diabaté 15 Ball, Miller 7 c/u | Reporte Pts Reb Asts                  | Estadísticas Franz Wagner 32 Franz Wagner 8 Franz Wagner 5 | Pabellón: Kia Center, Orlando, FL Asistencia: 17,541 espectadores Árbitros: Tom Washington, Ed Malloy, CJ Washington Televisión: NBA League Pass |  |

| 12 de noviembre | New York Knicks                                               | 111–99                                | Philadelphia 76ers                                       | |  |
| 7:30 p. m.      | Parciales: 27–25, 27–25, 24–25, 33–24                         | Parciales: 27–25, 27–25, 24–25, 33–24 | Parciales: 27–25, 27–25, 24–25, 33–24                    | |  |
|                 | Estadísticas OG Anunoby 24 Karl-Anthony Towns 13 Josh Hart 10 | Reporte Pts Reb Asts                  | Estadísticas Paul George 29 Paul George 10 Joel Embiid 5 | Pabellón: Wells Fargo Center, Philadelphia, PA Asistencia: 19,758 espectadores Árbitros: Pat Fraher, Kevin Scott, Dedric Taylor Televisión: TNT |  |

| 15 de noviembre | Philadelphia 76ers                                       | 86–98                                 | Orlando Magic                                               | |  |
| 7:00 p. m.      | Parciales: 21–24, 24–19, 27–30, 14–25                    | Parciales: 21–24, 24–19, 27–30, 14–25 | Parciales: 21–24, 24–19, 27–30, 14–25                       | |  |
|                 | Estadísticas Jared McCain 29 Joel Embiid 8 Paul George 5 | Reporte Pts Reb Asts                  | Estadísticas Franz Wagner 31 Franz Wagner 11 Franz Wagner 6 | Pabellón: Kia Center, Orlando, FL Asistencia: 17,843 espectadores Árbitros: JB DeRosa, Nick Buchert, Phenizee Ransom Televisión: NBA League Pass |  |

| 15 de noviembre | Brooklyn Nets                                                  | 122–124                               | New York Knicks                                       | |  |
| 7:30 p. m.      | Parciales: 32–37, 27–31, 23–32, 40–24                          | Parciales: 32–37, 27–31, 23–32, 40–24 | Parciales: 32–37, 27–31, 23–32, 40–24                 | |  |
|                 | Estadísticas Cam Thomas 43 Ziaire Williams 8 Dennis Schröder 8 | Reporte Pts Reb Asts                  | Estadísticas Jalen Brunson 37 Josh Hart 9 Josh Hart 9 | Pabellón: Madison Square Garden, New York, NY Asistencia: 19,812 espectadores Árbitros: Courtney Kirkland, Gediminas Petraitis, John Conley Televisión: NBA League Pass |  |

| 19 de noviembre | Charlotte Hornets                                          | 115–116                               | Brooklyn Nets                                                    | |  |
| 7:30 p. m.      | Parciales: 37-23, 22-31, 28-31, 28-31                      | Parciales: 37-23, 22-31, 28-31, 28-31 | Parciales: 37-23, 22-31, 28-31, 28-31                            | |  |
|                 | Estadísticas Brandon Miller 29 Tidjane Salaün 8 Tre Mann 6 | Reporte Pts Reb Asts                  | Estadísticas Cameron Johnson 34 Ben Simmons 9 Dennis Schröder 12 | Pabellón: Barclays Center, Brooklyn, NY Asistencia: 18,117 espectadores Árbitros: James Williams, Jason Goldenberg, Pat O'Connell Televisión: NBA League Pass |  |

| 22 de noviembre | Brooklyn Nets                                                        | 98–113                                | Philadelphia 76ers                                                | |  |
| 7:00 p. m.      | Parciales: 24-29, 26-24, 27-26, 21-34                                | Parciales: 24-29, 26-24, 27-26, 21-34 | Parciales: 24-29, 26-24, 27-26, 21-34                             | |  |
|                 | Estadísticas Cameron Johnson 37 Nic Claxton 8 Thomas, Schröder 7 c/u | Reporte Pts Reb Asts                  | Estadísticas Jared McCain 30 Guerschon Yabusele 11 Tyrese Maxey 5 | Pabellón: Wells Fargo Center, Philadelphia, PA Asistencia: 19,817 espectadores Árbitros: James Capers, Kevin Cutler, Jonathan Sterling Televisión: NBA League Pass |  |

| 29 de noviembre | New York Knicks                                                  | 99–98                                 | Charlotte Hornets                                                 | |  |
| 12:00 p. m.     | Parciales: 15–23, 31–26, 25–23, 28–26                            | Parciales: 15–23, 31–26, 25–23, 28–26 | Parciales: 15–23, 31–26, 25–23, 28–26                             | |  |
|                 | Estadísticas Jalen Brunson 31 Hart, Towns 12 c/u Jalen Brunson 6 | Reporte Pts Reb Asts                  | Estadísticas Brandon Miller 20 Moussa Diabaté 11 Vasilije Micić 8 | Pabellón: Spectrum Center, Charlotte, NC Asistencia: 19,313 espectadores Árbitros: Pat Fraher, Andy Nagy, Jenna Schroeder Televisión: NBA TV |  |

| 29 de noviembre | Orlando Magic                               | 123–100                               | Brooklyn Nets                                                     | |  |
| 7:30 p. m.      | Parciales: 33–29, 28–20, 35–22, 27–29       | Parciales: 33–29, 28–20, 35–22, 27–29 | Parciales: 33–29, 28–20, 35–22, 27–29                             | |  |
|                 | Estadísticas Franz Wagner 29 Franz Wagner 8 | Reporte Pts Reb Asts                  | Estadísticas Shake Milton 22 Claxton, Simmons 7 c/u Ben Simmons 8 | Pabellón: Barclays Center, Brooklyn, NY Asistencia: 18,143 espectadores Árbitros: James Capers, Sean Wright, Brett Nansel Televisión: NBA League Pass |  |

| 3 de diciembre | Philadelphia 76ers                                              | 110–104                               | Charlotte Hornets                                            | |  |
| 7:00 p. m.     | Parciales: 32–20, 23–24, 25–25, 30–35                           | Parciales: 32–20, 23–24, 25–25, 30–35 | Parciales: 32–20, 23–24, 25–25, 30–35                        | |  |
|                | Estadísticas Paul George 29 Guerschon Yabusele 12 Paul George 8 | Reporte Pts Reb Asts                  | Estadísticas Brandon Miller 34 Nick Richards 14 KJ Simpson 9 | Pabellón: Spectrum Center, Charlotte, NC Asistencia: 14,956 espectadores Árbitros: James Capers, Matt Boland, CJ Washington Televisión: NBA League Pass |  |

| 3 de diciembre | Orlando Magic                                                | 106–121                               | New York Knicks                                                       | |  |
| 7:30 p. m.     | Parciales: 27–36, 24–35, 24–35, 31–15                        | Parciales: 27–36, 24–35, 24–35, 31–15 | Parciales: 27–36, 24–35, 24–35, 31–15                                 | |  |
|                | Estadísticas Franz Wagner 30 Moritz Wagner 12 Franz Wagner 6 | Reporte Pts Reb Asts                  | Estadísticas Karl-Anthony Towns 23 Karl-Anthony Towns 15 Josh Hart 10 | Pabellón: Madison Square Garden, New York, NY Asistencia: 19,812 espectadores Árbitros: Ed Malloy, J.T. Orr, Mousa Dagher Televisión: TNT |  |

### Grupo B Este
| Pos. | Equipo          | PJ | G | P | PF  | PC  | DP  | Pts | Clasificación                 |
| ---- | --------------- | -- | - | - | --- | --- | --- | --- | ----------------------------- |
| 1    | Milwaukee Bucks | 4  | 4 | 0 | 462 | 412 | +50 | 8   | Avanza a la fase eliminatoria |
| 2    | Detroit Pistons | 4  | 3 | 1 | 447 | 440 | +7  | 7   |                               |
| 3    | Miami Heat      | 4  | 2 | 2 | 459 | 439 | +20 | 6   |                               |
| 4    | Toronto Raptors | 4  | 1 | 3 | 413 | 430 | −17 | 5   |                               |
| 5    | Indiana Pacers  | 4  | 0 | 4 | 445 | 505 | −60 | 4   |                               |

 Fuente: NBA
Todos los horarios son de acuerdo al Tiempo del Este (UTC-4 y UTC-5).
| 12 noviembre | Miami Heat                                               | 121–123                                             | Detroit Pistons                                                          | |  |
| 7:00 p. m.   | Parciales: 21–32, 30–25, 31–34, 29–20 (T.E.: 10–12)      | Parciales: 21–32, 30–25, 31–34, 29–20 (T.E.: 10–12) | Parciales: 21–32, 30–25, 31–34, 29–20 (T.E.: 10–12)                      | |  |
|              | Estadísticas Tyler Herro 40 Bam Adebayo 12 Tyler Herro 8 | Reporte Pts Reb Asts                                | Estadísticas Cunningham, Beasley 21 c/u Jalen Duren 11 Cade Cunningham 9 | Pabellón: Little Caesars Arena, Detroit, MI Asistencia: 17,806 espectadores Árbitros: Eric Dalen, Tyler Ford, Robert Hussey Televisión: NBA League Pass |  |

| 12 de noviembre | Toronto Raptors                                                 | 85–99                                 | Milwaukee Bucks                                                              | |  |
| 8:00 p. m.      | Parciales: 21–26, 22–28, 24–27, 18–18                           | Parciales: 21–26, 22–28, 24–27, 18–18 | Parciales: 21–26, 22–28, 24–27, 18–18                                        | |  |
|                 | Estadísticas Gradey Dick 32 Bruno Fernando 13 Davion Mitchell 8 | Reporte Pts Reb Asts                  | Estadísticas Giannis Antetokounmpo 23 Bobby Portis 8 Giannis Antetokounmpo 7 | Pabellón: Fiserv Forum, Milwaukee, WI Asistencia: 17,341 espectadores Árbitros: Rodney Mott, James Williams, Mousa Dagher Televisión: NBA League Pass |  |

| 15 de noviembre | Miami Heat                                               | 124–111                               | Indiana Pacers                                                 | |  |
| 7:00 p. m.      | Parciales: 26–29, 35–26, 37–30, 26–26                    | Parciales: 26–29, 35–26, 37–30, 26–26 | Parciales: 26–29, 35–26, 37–30, 26–26                          | |  |
|                 | Estadísticas Bam Adebayo 30 Bam Adebayo 11 Bam Adebayo 7 | Reporte Pts Reb Asts                  | Estadísticas Obi Toppin 21 Jarace Walker 7 Tyrese Haliburton 8 | Pabellón: Gainbridge Fieldhouse, Indianápolis, IN Asistencia: 17,274 espectadores Árbitros: Brent Barnaky, James Williams, Brandon Adair Televisión: NBA League Pass |  |

| 15 de noviembre | Detroit Pistons                                                   | 99–95                                 | Toronto Raptors                                         | |  |
| 7:00 p. m.      | Parciales: 32–27, 23–25, 18–26, 26–17                             | Parciales: 32–27, 23–25, 18–26, 26–17 | Parciales: 32–27, 23–25, 18–26, 26–17                   | |  |
|                 | Estadísticas Malik Beasley 20 Tobias Harris 11 Cade Cunningham 10 | Reporte Pts Reb Asts                  | Estadísticas Jakob Pöltl 25 Jakob Pöltl 18 RJ Barrett 7 | Pabellón: Scotiabank Arena, Toronto, ON Asistencia: 19,245 espectadores Árbitros: Scott Foster, Tyler Ricks, Jacyn Goble Televisión: NBA League Pass |  |

| 22 de noviembre | Indiana Pacers                                                         | 117–129                               | Milwaukee Bucks                                                                  | |  |
| 7:30 p. m.      | Parciales: 22-34, 22-24, 35-35, 38-36                                  | Parciales: 22-34, 22-24, 35-35, 38-36 | Parciales: 22-34, 22-24, 35-35, 38-36                                            | |  |
|                 | Estadísticas Pascal Siakam 25 Bennedict Mathurin 9 Tyrese Haliburton 9 | Reporte Pts Reb Asts                  | Estadísticas Giannis Antetokounmpo 37 Giannis Antetokounmpo 10 Damian Lillard 13 | Pabellón: Fiserv Forum, Milwaukee, WI Asistencia: 17,341 espectadores Árbitros: Josh Tiven, Suyash Mehta, Jacyn Goble Televisión: ESPN |  |

| 26 de noviembre | Milwaukee Bucks                                                      | 106–103                               | Miami Heat                                                               | |  |
| 7:30 p. m.      | Parciales: 31–20, 34–31, 20–29, 21–23                                | Parciales: 31–20, 34–31, 20–29, 21–23 | Parciales: 31–20, 34–31, 20–29, 21–23                                    | |  |
|                 | Estadísticas Damian Lillard 37 Andre Jackson Jr. 9 Damian Lillard 12 | Reporte Pts Reb Asts                  | Estadísticas Jimmy Butler 23 tres jugadores 5 c/u cuatro jugadores 5 c/u | Pabellón: Kaseya Center, Miami, FL Asistencia: 19,622 espectadores Árbitros: James Capers, Tom Washington, Jason Goldenberg Televisión: TNT |  |

| 29 de noviembre | Detroit Pistons                                                 | 130–106                               | Indiana Pacers                                                    | |  |
| 8:00 p. m.      | Parciales: 33–24, 30–29, 29–20, 38–33                           | Parciales: 33–24, 30–29, 29–20, 38–33 | Parciales: 33–24, 30–29, 29–20, 38–33                             | |  |
|                 | Estadísticas Malik Beasley 25 Jalen Duren 12 Cade Cunningham 11 | Reporte Pts Reb Asts                  | Estadísticas Pascal Siakam 21 Myles Turner 10 Tyrese Haliburton 5 | Pabellón: Gainbridge Fieldhouse, Indianápolis, IN Asistencia: 17,274 espectadores Árbitros: Courtney Kirkland, Jacyn Goble, Evan Scott Televisión: NBA League Pass |  |

| 29 de noviembre | Toronto Raptors                                                   | 111–121                               | Miami Heat                                                 | |  |
| 8:00 p. m.      | Parciales: 21–20, 40–38, 23–38, 27–25                             | Parciales: 21–20, 40–38, 23–38, 27–25 | Parciales: 21–20, 40–38, 23–38, 27–25                      | |  |
|                 | Estadísticas RJ Barrett 25 Barnes, Pöltl 10 c/u Scottie Barnes 10 | Reporte Pts Reb Asts                  | Estadísticas Jimmy Butler 26 Bam Adebayo 10 Bam Adebayo 10 | Pabellón: Kaseya Center, Miami, FL Asistencia: 19,607 espectadores Árbitros: Marat Kogut, Tre Maddox, Brandon Schwab Televisión: NBA League Pass |  |

| 3 de diciembre | Milwaukee Bucks                                                                       | 128–107              | Detroit Pistons                                                        | |  |
| 7:00 p. m.     |                                                                                       |                      |                                                                        | |  |
|                | Estadísticas Giannis Antetokounmpo 28 Giannis Antetokounmpo 7 Giannis Antetokounmpo 8 | Reporte Pts Reb Asts | Estadísticas Cade Cunningham 23 Duren, Stewart 6 c/u Cade Cunningham 6 | Pabellón: Little Caesars Arena, Detroit, MI Asistencia: 17,988 espectadores Árbitros: Kevin Cutler, Kevin Scott, Danielle Scott Televisión: NBA League Pass |  |

| 3 de diciembre | Indiana Pacers                                                     | 111–122                               | Toronto Raptors                                                | |  |
| 7:30 p. m.     | Parciales: 23–31, 25–34, 36–28, 27–29                              | Parciales: 23–31, 25–34, 36–28, 27–29 | Parciales: 23–31, 25–34, 36–28, 27–29                          | |  |
|                | Estadísticas Tyrese Haliburton 30 Obi Toppin 9 Tyrese Haliburton 6 | Reporte Pts Reb Asts                  | Estadísticas Scottie Barnes 35 Jakob Pöltl 10 Scottie Barnes 9 | Pabellón: Scotiabank Arena, Toronto, ON Asistencia: 17,741 espectadores Árbitros: Michael Smith, Pat Fraher, Ray Acosta Televisión: NBA League Pass |  |

### Grupo C Este
| Pos. | Equipo              | PJ | G | P | PF  | PC  | DP  | Pts | Clasificación                 |
| ---- | ------------------- | -- | - | - | --- | --- | --- | --- | ----------------------------- |
| 1    | Atlanta Hawks       | 4  | 3 | 1 | 485 | 470 | +15 | 7   | Avanza a la fase eliminatoria |
| 2    | Boston Celtics      | 4  | 3 | 1 | 482 | 459 | +23 | 7   |                               |
| 3    | Cleveland Cavaliers | 4  | 2 | 2 | 480 | 450 | +30 | 6   |                               |
| 4    | Chicago Bulls       | 4  | 2 | 2 | 518 | 512 | +6  | 6   |                               |
| 5    | Washington Wizards  | 4  | 0 | 4 | 408 | 482 | −74 | 4   |                               |

 Fuente: NBA
Todos los horarios son de acuerdo al Tiempo del Este (UTC-4 y UTC-5).
| 12 noviembre | Atlanta Hawks                                                   | 117–116                               | Boston Celtics                                                 | |  |
| 7:00 p. m.   | Parciales: 29–31, 25–34, 30–26, 33–25                           | Parciales: 29–31, 25–34, 30–26, 33–25 | Parciales: 29–31, 25–34, 30–26, 33–25                          | |  |
|              | Estadísticas Dyson Daniels 28 Jalen Johnson 13 Jalen Johnson 10 | Reporte Pts Reb Asts                  | Estadísticas Jaylen Brown 37 Tatum, White 6 c/u Jayson Tatum 8 | Pabellón: TD Garden, Boston, MA Asistencia: 19,156 espectadores Árbitros: Derrick Collins, Courtney Kirkland, Ray Acosta Televisión: NBA League Pass |  |

| 15 noviembre | Washington Wizards                                                 | 117–129                               | Atlanta Hawks                                                              | |  |
| 7:30 p. m.   | Parciales: 39–29, 11–30, 25–35, 42–35                              | Parciales: 39–29, 11–30, 25–35, 42–35 | Parciales: 39–29, 11–30, 25–35, 42–35                                      | |  |
|              | Estadísticas Kyle Kuzma 24 Coulibaly, Kuzma 9 c/u Bub Carrington 9 | Reporte Pts Reb Asts                  | Estadísticas Dyson Daniels 25 Capela, Johnson, Okongwu 13 c/u Trae Young 9 | Pabellón: State Farm Arena, Atlanta, GA Asistencia: 16,038 espectadores Árbitros: John Goble, CJ Washington, JD Ralls Televisión: NBA League Pass |  |

| 15 noviembre | Chicago Bulls                                                      | 126–144                               | Cleveland Cavaliers                                                | |  |
| 7:30 p. m.   | Parciales: 34–49, 39–28, 29–30, 24–37                              | Parciales: 34–49, 39–28, 29–30, 24–37 | Parciales: 34–49, 39–28, 29–30, 24–37                              | |  |
|              | Estadísticas Coby White 29 Nikola Vučević 8 LaVine, Williams 9 c/u | Reporte Pts Reb Asts                  | Estadísticas Donovan Mitchell 37 Jarrett Allen 10 Darius Garland 9 | Pabellón: Rocket Mortgage Fieldhouse, Cleveland, OH Asistencia: 19,432 espectadores Árbitros: Zach Zarba, Marat Kogut, Evan Scott Televisión: NBA League Pass |  |

| 19 noviembre | Cleveland Cavaliers                                                    | 117–120                               | Boston Celtics                                              | |  |
| 7:00 p. m.   | Parciales: 20-26, 28-39, 40-28, 29-27                                  | Parciales: 20-26, 28-39, 40-28, 29-27 | Parciales: 20-26, 28-39, 40-28, 29-27                       | |  |
|              | Estadísticas Donovan Mitchell 35 Mobley, Allen 11 c/u Darius Garland 7 | Reporte Pts Reb Asts                  | Estadísticas Jayson Tatum 33 Jayson Tatum 12 Jaylen Brown 8 | Pabellón: TD Garden, Boston, MA Asistencia: 19,156 espectadores Árbitros: Tony Brothers, Gediminas Petraitis, Danielle Scott Televisión: TNT |  |

| 22 noviembre | Boston Celtics                                              | 108–96                                | Washington Wizards                                                      | |  |
| 7:00 p. m.   | Parciales: 29-27, 20-24, 26-21, 33-24                       | Parciales: 29-27, 20-24, 26-21, 33-24 | Parciales: 29-27, 20-24, 26-21, 33-24                                   | |  |
|              | Estadísticas Jaylen Brown 31 Jaylen Brown 11 Jayson Tatum 8 | Reporte Pts Reb Asts                  | Estadísticas Jordan Poole 23 Brogdon, Valančiūnas 10 c/u Jordan Poole 8 | Pabellón: Capital One Arena, Washington D. C. Asistencia: 20,385 espectadores Árbitros: Ed Malloy, Marat Kogut, Tyler Ricks Televisión: NBA League Pass |  |

| 22 noviembre | Atlanta Hawks                                                 | 122–136                               | Chicago Bulls                                              | |  |
| 8:00 p. m.   | Parciales: 25-28, 26-30, 33-41, 38-37                         | Parciales: 25-28, 26-30, 33-41, 38-37 | Parciales: 25-28, 26-30, 33-41, 38-37                      | |  |
|              | Estadísticas Johnson, Young 25 Jalen Johnson 13 Trae Young 13 | Reporte Pts Reb Asts                  | Estadísticas Zach LaVine 26 Nikola Vučević 13 Coby White 9 | Pabellón: United Center, Chicago, IL Asistencia: 19,979 espectadores Árbitros: Bill Kennedy, J.T. Orr, Robert Hussey Televisión: NBA League Pass |  |

| 26 noviembre | Chicago Bulls                                              | 127–108                               | Washington Wizards                                             | |  |
| 7:00 p. m.   | Parciales: 21–29, 40–18, 35–34, 31–27                      | Parciales: 21–29, 40–18, 35–34, 31–27 | Parciales: 21–29, 40–18, 35–34, 31–27                          | |  |
|              | Estadísticas Coby White 21 Nikola Vučević 12 Josh Giddey 8 | Reporte Pts Reb Asts                  | Estadísticas Kyle Kuzma 23 Kuzma, Sarr 7 c/u Bilal Coulibaly 5 | Pabellón: Capital One Arena, Washington D. C. Asistencia: 15,921 espectadores Árbitros: Tony Brothers, Matt Boland, Karl Lane Televisión: NBA League Pass |  |

| 29 noviembre | Cleveland Cavaliers                                              | 101–117                               | Atlanta Hawks                                                 | |  |
| 2:30 p. m.   | Parciales: 27–29, 23–23, 23–39, 28–26                            | Parciales: 27–29, 23–23, 23–39, 28–26 | Parciales: 27–29, 23–23, 23–39, 28–26                         | |  |
|              | Estadísticas Darius Garland 29 Evan Mobley 12 Donovan Mitchell 6 | Reporte Pts Reb Asts                  | Estadísticas De'Andre Hunter 23 Clint Capela 13 Trae Young 11 | Pabellón: State Farm Arena, Atlanta, GA Asistencia: 17,881 espectadores Árbitros: Michael Smith, Ben Taylor, Gediminas Petraitis Televisión: NBA TV |  |

| 29 noviembre | Boston Celtics                                              | 138–129                               | Chicago Bulls                                                  | |  |
| 8:00 p. m.   | Parciales: 39–30, 28–37, 29–29, 42–33                       | Parciales: 39–30, 28–37, 29–29, 42–33 | Parciales: 39–30, 28–37, 29–29, 42–33                          | |  |
|              | Estadísticas Jayson Tatum 35 Jayson Tatum 14 Jayson Tatum 5 | Reporte Pts Reb Asts                  | Estadísticas Nikola Vučević 32 Nikola Vučević 11 Josh Giddey 9 | Pabellón: United Center, Chicago, IL Asistencia: 19,798 espectadores Árbitros: Kevin Scott, Mitchell Ervin, Brandon Adair Televisión: NBA League Pass |  |

| 3 diciembre | Washington Wizards                                                             | 87–118                                | Cleveland Cavaliers                                                    | |  |
| 7:00 p. m.  | Parciales: 20–35, 22–25, 25–26, 20–32                                          | Parciales: 20–35, 22–25, 25–26, 20–32 | Parciales: 20–35, 22–25, 25–26, 20–32                                  | |  |
|             | Estadísticas three players 13 each Jonas Valančiūnas 11 Coulibaly, Poole 4 c/u | Reporte Pts Reb Asts                  | Estadísticas Mitchell, Mobley 19 c/u Evan Mobley 10 Donovan Mitchell 7 | Pabellón: Rocket Mortgage Fieldhouse, Cleveland, OH Asistencia: 19,432 espectadores Árbitros: Sean Wright, Eric Dalen, JD Ralls Televisión: NBA League Pass |  |

### Grupo A Oeste
| Pos. | Equipo                 | PJ | G | P | PF  | PC  | DP  | Pts | Clasificación                 |
| ---- | ---------------------- | -- | - | - | --- | --- | --- | --- | ----------------------------- |
| 1    | Houston Rockets        | 4  | 3 | 1 | 454 | 414 | +40 | 7   | Avanza a la fase eliminatoria |
| 2    | Los Angeles Clippers   | 4  | 2 | 2 | 427 | 411 | +16 | 6   |                               |
| 3    | Minnesota Timberwolves | 4  | 2 | 2 | 418 | 431 | −13 | 6   |                               |
| 4    | Portland Trail Blazers | 4  | 2 | 2 | 430 | 457 | −27 | 6   |                               |
| 5    | Sacramento Kings       | 4  | 1 | 3 | 429 | 445 | −16 | 5   |                               |

 Fuente: NBA
Todos los horarios son de acuerdo al Tiempo del Este (UTC-4 y UTC-5).
| 12 noviembre | Minnesota Timberwolves                               | 108–122                               | Portland Trail Blazers                                            | |  |
| 10:00 p. m.  | Parciales: 17–28, 36–32, 23–33, 34–29                | Parciales: 17–28, 36–32, 23–33, 34–29 | Parciales: 17–28, 36–32, 23–33, 34–29                             | |  |
|              | Estadísticas Naz Reid 28 Rudy Gobert 8 Mike Conley 6 | Reporte Pts Reb Asts                  | Estadísticas Jerami Grant 21 Robert Williams III 9 Jerami Grant 8 | Pabellón: Moda Center, Portland, OR Asistencia: 16,880 espectadores Árbitros: Tony Brothers, Derek Richardson, John Butler Televisión: NBA League Pass |  |

| 15 noviembre | Los Angeles Clippers                                                  | 104–125                               | Houston Rockets                                                              | |  |
| 8:00 p. m.   | Parciales: 21–29, 25–37, 29–28, 29–31                                 | Parciales: 21–29, 25–37, 29–28, 29–31 | Parciales: 21–29, 25–37, 29–28, 29–31                                        | |  |
|              | Estadísticas James Harden 21 Ivica Zubac 11 Coffey, Porter Jr. 3 each | Reporte Pts Reb Asts                  | Estadísticas Jabari Smith Jr. 28 Jabari Smith Jr. 11 VanVleet, Şengün 10 c/u | Pabellón: Toyota Center, Houston, TX Asistencia: 18,055 espectadores Árbitros: James Capers, Michael Smith, Natalie Sago Televisión: NBA League Pass |  |

| 15 noviembre | Minnesota Timberwolves                                           | 130–126                                             | Sacramento Kings                                                | |  |
| 10:00 p. m.  | Parciales: 32–27, 30–27, 36–28, 17–33 (T.E.: 15–11)              | Parciales: 32–27, 30–27, 36–28, 17–33 (T.E.: 15–11) | Parciales: 32–27, 30–27, 36–28, 17–33 (T.E.: 15–11)             | |  |
|              | Estadísticas Anthony Edwards 36 Rudy Gobert 11 Mike Conley Jr. 7 | Reporte Pts Reb Asts                                | Estadísticas De'Aaron Fox 60 Domantas Sabonis 12 De'Aaron Fox 7 | Pabellón: Golden 1 Center, Sacramento, CA Asistencia: 16,478 espectadores Árbitros: Josh Tiven, Jason Goldenberg, Intae Hwang Televisión: NBA League Pass |  |

| 22 noviembre | Portland Trail Blazers                                              | 88–116                                | Houston Rockets                                                | |  |
| 8:00 p. m.   | Parciales: 20–31, 25–34, 28–31, 15–20                               | Parciales: 20–31, 25–34, 28–31, 15–20 | Parciales: 20–31, 25–34, 28–31, 15–20                          | |  |
|              | Estadísticas Avdija, Sharpe 13 c/u Donovan Clingan 7 Jerami Grant 5 | Reporte Pts Reb Asts                  | Estadísticas Dillon Brooks 28 Amen Thompson 11 Fred VanVleet 8 | Pabellón: Toyota Center, Houston, TX Asistencia: 15,546 espectadores Árbitros: Matt Myers, Mitchell Ervin, Aaron Smith Televisión: NBA League Pass |  |

| 22 noviembre | Sacramento Kings                                                | 88–104                                | Los Angeles Clippers                                       | |  |
| 10:30 p. m.  | Parciales: 12–26, 17–25, 35–25, 24–28                           | Parciales: 12–26, 17–25, 35–25, 24–28 | Parciales: 12–26, 17–25, 35–25, 24–28                      | |  |
|              | Estadísticas De'Aaron Fox 29 Domantas Sabonis 15 De'Aaron Fox 7 | Reporte Pts Reb Asts                  | Estadísticas James Harden 22 Ivica Zubac 15 James Harden 9 | Pabellón: Intuit Dome, Inglewood, CA Asistencia: 16,228 espectadores Árbitros: Sean Corbin, Karl Lane, Phenizee Ransom Televisión: NBA League Pass |  |

| 26 noviembre | Houston Rockets                                                         | 117–111                                            | Minnesota Timberwolves                                          | |  |
| 8:00 p. m.   | Parciales: 32–26, 25–21, 27–31, 18–24 (T.E.: 15–9)                      | Parciales: 32–26, 25–21, 27–31, 18–24 (T.E.: 15–9) | Parciales: 32–26, 25–21, 27–31, 18–24 (T.E.: 15–9)              | |  |
|              | Estadísticas Fred VanVleet 27 Alperen Şengün 10 Şengün, VanVleet 11 c/u | Reporte Pts Reb Asts                               | Estadísticas Anthony Edwards 29 Rudy Gobert 16 Rob Dillingham 7 | Pabellón: Target Center, Minneapolis, MN Asistencia: 18,978 espectadores Árbitros: Marat Kogut, Josh Tiven, Robert Hussey Televisión: NBA League Pass |  |

| 29 noviembre | Los Angeles Clippers                                        | 92–93                                 | Minnesota Timberwolves                                                     | |  |
| 7:30 p. m.   | Parciales: 25–26, 22–27, 21–19, 24–21                       | Parciales: 25–26, 22–27, 21–19, 24–21 | Parciales: 25–26, 22–27, 21–19, 24–21                                      | |  |
|              | Estadísticas James Harden 20 Ivica Zubac 13 James Harden 11 | Reporte Pts Reb Asts                  | Estadísticas Anthony Edwards 21 Rudy Gobert 12 DiVincenzo, McDaniels 5 c/u | Pabellón: Target Center, Minneapolis, MN Asistencia: 18,978 espectadores Árbitros: Tom Washington, Ed Malloy, J.T. Orr Televisión: ESPN |  |

| 29 noviembre | Sacramento Kings                                                   | 106–115              | Portland Trail Blazers                                              | |  |
| 10:00 p. m.  |                                                                    |                      |                                                                     | |  |
|              | Estadísticas Malik Monk 29 Domantas Sabonis 14 Domantas Sabonis 11 | Reporte Pts Reb Asts | Estadísticas Deandre Ayton 26 Avdija, Ayton 9 c/u Anfernee Simons 9 | Pabellón: Moda Center, Portland, OR Asistencia: 17,565 espectadores Árbitros: James Williams, Justin Van Duyne, Natalie Sago Televisión: NBA League Pass |  |

| 3 diciembre | Houston Rockets                                            | 111–120                               | Sacramento Kings                                                     | |  |
| 10:00 p. m. | Parciales: 28–21, 27–33, 29–42, 27–24                      | Parciales: 28–21, 27–33, 29–42, 27–24 | Parciales: 28–21, 27–33, 29–42, 27–24                                | |  |
|             | Estadísticas Jalen Green 28 Tari Eason 12 Alperen Şengün 6 | Reporte Pts Reb Asts                  | Estadísticas Domantas Sabonis 27 Murray, Sabonis 7 c/u Malik Monk 12 | Pabellón: Golden 1 Center, Sacramento, CA Asistencia: 15,019 espectadores Árbitros: John Goble, Marat Kogut, Jonathan Sterling Televisión: NBA League Pass |  |

| 3 diciembre | Portland Trail Blazers                                          | 105–127                              | Los Angeles Clippers                                        | |  |
| 10:30 p. m. | Parciales: 31–36, 27–27, 20–28, 2736                            | Parciales: 31–36, 27–27, 20–28, 2736 | Parciales: 31–36, 27–27, 20–28, 2736                        | |  |
|             | Estadísticas Deandre Ayton 16 Jabari Walker 5 Anfernee Simons 6 | Reporte Pts Reb Asts                 | Estadísticas Norman Powell 30 Ivica Zubac 10 James Harden 7 | Pabellón: Intuit Dome, Inglewood, CA Asistencia: 15,583 espectadores Árbitros: Tony Brothers, Jason Goldenberg, Sha'Rae Mitchell Televisión: NBA League Pass |  |

### Grupo B Oeste
| Pos. | Equipo                | PJ | G | P | PF  | PC  | DP  | Pts | Clasificación                 |
| ---- | --------------------- | -- | - | - | --- | --- | --- | --- | ----------------------------- |
| 1    | Oklahoma City Thunder | 4  | 3 | 1 | 437 | 392 | +45 | 7   | Avanza a la fase eliminatoria |
| 2    | Phoenix Suns          | 4  | 3 | 1 | 434 | 404 | +30 | 7   |                               |
| 3    | Los Angeles Lakers    | 4  | 2 | 2 | 437 | 461 | −24 | 6   |                               |
| 4    | San Antonio Spurs     | 4  | 2 | 2 | 446 | 443 | +3  | 6   |                               |
| 5    | Utah Jazz             | 4  | 0 | 4 | 451 | 505 | −54 | 4   |                               |

 Fuente: NBA
Todos los horarios son de acuerdo al Tiempo del Este (UTC-4 y UTC-5).
| 12 noviembre | Phoenix Suns                                               | 120–112                               | Utah Jazz                                                      | |  |
| 9:00 p. m.   | Parciales: 33–21, 31–28, 23–30, 33–33                      | Parciales: 33–21, 31–28, 23–30, 33–33 | Parciales: 33–21, 31–28, 23–30, 33–33                          | |  |
|              | Estadísticas Devin Booker 31 Mason Plumlee 14 Tyus Jones 7 | Reporte Pts Reb Asts                  | Estadísticas John Collins 29 John Collins 10 Jordan Clarkson 8 | Pabellón: Delta Center, Salt Lake City, UT Asistencia: 18,175 espectadores Árbitros: Kevin Cutler, Josh Tiven, John Conley Televisión: NBA League Pass |  |

| 15 noviembre | Los Angeles Lakers                                            | 120–115                               | San Antonio Spurs                                                    | |  |
| 7:30 p. m.   | Parciales: 31–30, 37–30, 25–26, 27–29                         | Parciales: 31–30, 37–30, 25–26, 27–29 | Parciales: 31–30, 37–30, 25–26, 27–29                                | |  |
|              | Estadísticas Anthony Davis 40 LeBron James 16 LeBron James 12 | Reporte Pts Reb Asts                  | Estadísticas Victor Wembanyama 28 Victor Wembanyama 14 Chris Paul 11 | Pabellón: Frost Bank Center, San Antonio, TX Asistencia: 18,916 espectadores Árbitros: Mark Lindsay, Tyler Ford, Matt Kallio Televisión: ESPN |  |

| 15 noviembre | Phoenix Suns                                             | 83–99                                 | Oklahoma City Thunder                                                             | |  |
| 8:00 p. m.   | Parciales: 14–29, 22–19, 24–35, 23–16                    | Parciales: 14–29, 22–19, 24–35, 23–16 | Parciales: 14–29, 22–19, 24–35, 23–16                                             | |  |
|              | Estadísticas Josh Okogie 15 Josh Okogie 9 Devin Booker 4 | Reporte Pts Reb Asts                  | Estadísticas Shai Gilgeous-Alexander 28 Luguentz Dort 9 Shai Gilgeous-Alexander 4 | Pabellón: Paycom Center, Oklahoma City, OK Asistencia: 18,203 espectadores Árbitros: Matt Myers, Mitchell Ervin, Dedric Taylor Televisión: NBA League Pass |  |

| 19 noviembre | Oklahoma City Thunder                                                                      | 104–110                              | San Antonio Spurs                                                 | |  |
| 9:30 p. m.   | Parciales: 35-32, 22-28, 20-3, 27-17                                                       | Parciales: 35-32, 22-28, 20-3, 27-17 | Parciales: 35-32, 22-28, 20-3, 27-17                              | |  |
|              | Estadísticas Shai Gilgeous-Alexander 32 Luguentz Dort 12 Wallace, Gilgeous-Alexander 7 c/u | Reporte Pts Reb Asts                 | Estadísticas Keldon Johnson 22 Barnes, Bassey 8 c/u Chris Paul 11 | Pabellón: Frost Bank Center, San Antonio, TX Asistencia: 16,667 espectadores Árbitros: John Goble, Ray Acosta, Sha'Rae Mitchell Televisión: TNT |  |

| 19 noviembre | Utah Jazz                                                                              | 118–124                               | Los Angeles Lakers                                             | |  |
| 10:30 p. m.  | Parciales: 22-34, 22-23, 31-40, 43-27                                                  | Parciales: 22-34, 22-23, 31-40, 43-27 | Parciales: 22-34, 22-23, 31-40, 43-27                          | |  |
|              | Estadísticas Lauri Markkanen 25 Markkanen, Collins, Eubanks 8 c/u Filipowski, George 6 | Reporte Pts Reb Asts                  | Estadísticas Dalton Knecht 37 Anthony Davis 14 LeBron James 12 | Pabellón: Crypto.com Arena, Los Ángeles, CA Asistencia: 18,997 espectadores Árbitros: Pat Fraher, Brent Barnaky, Brett Nansel Televisión: NBA League Pass |  |

| 26 noviembre | San Antonio Spurs                                               | 128–115                               | Utah Jazz                                                       | |  |
| 9:00 p. m.   | Parciales: 32–35, 34–31, 30–27, 32–22                           | Parciales: 32–35, 34–31, 30–27, 32–22 | Parciales: 32–35, 34–31, 30–27, 32–22                           | |  |
|              | Estadísticas Victor Wembanyama 34 Harrison Barnes 8 Tre Jones 7 | Reporte Pts Reb Asts                  | Estadísticas Keyonte George 26 John Collins 13 Keyonte George 7 | Pabellón: Delta Center, Salt Lake City, UT Asistencia: 18,175 espectadores Árbitros: Derek Richardson, Mark Lindsay, Scott Twardoski Televisión: NBA League Pass |  |

| 26 noviembre | Los Angeles Lakers                                             | 100–127                               | Phoenix Suns                                                 | |  |
| 10:00 p. m.  | Parciales: 25–31, 35–31, 18–36, 22–29                          | Parciales: 25–31, 35–31, 18–36, 22–29 | Parciales: 25–31, 35–31, 18–36, 22–29                        | |  |
|              | Estadísticas Anthony Davis 25 Anthony Davis 15 LeBron James 10 | Reporte Pts Reb Asts                  | Estadísticas Devin Booker 26 Jusuf Nurkić 12 Devin Booker 10 | Pabellón: Footprint Center, Phoenix, AZ Asistencia: 17,071 espectadores Árbitros: J.T. Orr, James Williams, Gediminas Petraitis Televisión: TNT |  |

| 29 noviembre | Oklahoma City Thunder                                                                   | 101–93                                | Los Angeles Lakers                                             | |  |
| 10:00 p. m.  | Parciales: 32–24, 19–24, 20–21, 30–24                                                   | Parciales: 32–24, 19–24, 20–21, 30–24 | Parciales: 32–24, 19–24, 20–21, 30–24                          | |  |
|              | Estadísticas Shai Gilgeous-Alexander 36 Isaiah Hartenstein 18 Shai Gilgeous-Alexander 9 | Reporte Pts Reb Asts                  | Estadísticas Dalton Knecht 20 Anthony Davis 12 Anthony Davis 7 | Pabellón: Crypto.com Arena, Los Ángeles, CA Asistencia: 18,997 espectadores Árbitros: John Goble, Eric Dalen, John Butler Televisión: ESPN |  |

| 3 diciembre | Utah Jazz                                                              | 106–133                               | Oklahoma City Thunder                                                              | |  |
| 8:00 p. m.  | Parciales: 25–32, 25–30, 25–40, 31–31                                  | Parciales: 25–32, 25–30, 25–40, 31–31 | Parciales: 25–32, 25–30, 25–40, 31–31                                              | |  |
|             | Estadísticas Kessler, Sexton 17 c/u Walker Kessler 11 Keyonte George 5 | Reporte Pts Reb Asts                  | Estadísticas Jalen Williams 28 Shai Gilgeous-Alexander 6 Shai Gilgeous-Alexander 7 | Pabellón: Paycom Center, Oklahoma City, OK Asistencia: 17,711 espectadores Árbitros: JB DeRosa, Derrick Collins, Mitchell Ervin Televisión: NBA League Pass |  |

| 3 diciembre | San Antonio Spurs                                               | 93–104                                | Phoenix Suns                                                   | |  |
| 9:00 p. m.  | Parciales: 19–29, 20–23, 32–23, 22–29                           | Parciales: 19–29, 20–23, 32–23, 22–29 | Parciales: 19–29, 20–23, 32–23, 22–29                          | |  |
|             | Estadísticas Devin Vassell 25 Victor Wembanyama 13 Chris Paul 8 | Reporte Pts Reb Asts                  | Estadísticas Devin Booker 29 Beal, Booker 9 c/u Devin Booker 5 | Pabellón: Footprint Center, Phoenix, AZ Asistencia: 17,071 espectadores Árbitros: Courtney Kirkland, Nick Buchert, Brandon Schwab Televisión: NBA League Pass |  |

### Grupo C Oeste
| Pos. | Equipo                | PJ | G | P | PF  | PC  | DP  | Pts | Clasificación                 |
| ---- | --------------------- | -- | - | - | --- | --- | --- | --- | ----------------------------- |
| 1    | Golden State Warriors | 4  | 3 | 1 | 470 | 462 | +8  | 7   | Avanza a la fase eliminatoria |
| 2    | Dallas Mavericks      | 4  | 3 | 1 | 493 | 447 | +46 | 7   | Avanza a la fase eliminatoria |
| 3    | Denver Nuggets        | 4  | 2 | 2 | 455 | 449 | +6  | 6   |                               |
| 4    | Memphis Grizzlies     | 4  | 1 | 3 | 464 | 475 | −11 | 5   |                               |
| 5    | New Orleans Pelicans  | 4  | 1 | 3 | 409 | 458 | −49 | 5   |                               |

 Fuente: NBA
Todos los horarios son de acuerdo al Tiempo del Este (UTC-4 y UTC-5).
| 12 noviembre | Dallas Mavericks                                                 | 117–120                               | Golden State Warriors                                         | |  |
| 10:00 p. m.  | Parciales: 27–33, 36–26, 26–37, 28–24                            | Parciales: 27–33, 36–26, 26–37, 28–24 | Parciales: 27–33, 36–26, 26–37, 28–24                         | |  |
|              | Estadísticas Luka Dončić 31 Dončić, Lively II 8 Dončić, Irving 6 | Reporte Pts Reb Asts                  | Estadísticas Stephen Curry 37 Kevon Looney 11 Stephen Curry 9 | Pabellón: Chase Center, San Francisco, CA Asistencia: 18,064 espectadores Árbitros: Scott Foster, Scott Twardoski, Jonathan Sterling Televisión: TNT |  |

| 15 noviembre | Denver Nuggets                                                  | 94–101                                | New Orleans Pelicans                                          | |  |
| 8:00 p. m.   | Parciales: 22–32, 32–27, 18–19, 22–23                           | Parciales: 22–32, 32–27, 18–19, 22–23 | Parciales: 22–32, 32–27, 18–19, 22–23                         | |  |
|              | Estadísticas Michael Porter Jr. 24 Dario Šarić 8 Jamal Murray 8 | Reporte Pts Reb Asts                  | Estadísticas Brandon Ingram 29 Yves Missi 12 Brandon Ingram 7 | Pabellón: Smoothie King Center, New Orleans, LA Asistencia: 16,137 espectadores Árbitros: Karl Lane, Ben Taylor, Jenna Schroeder Televisión: NBA League Pass |  |

| 15 noviembre | Memphis Grizzlies                                             | 118–123                               | Golden State Warriors                                           | |  |
| 10:00 p. m.  | Parciales: 28–29, 20–26, 30–38, 40–30                         | Parciales: 28–29, 20–26, 30–38, 40–30 | Parciales: 28–29, 20–26, 30–38, 40–30                           | |  |
|              | Estadísticas Jaren Jackson Jr. 32 Zach Edey 10 Marcus Smart 6 | Reporte Pts Reb Asts                  | Estadísticas Buddy Hield 18 Green, Curry 8 c/u Draymond Green 7 | Pabellón: Chase Center, San Francisco, CA Asistencia: 18,064 espectadores Árbitros: Bill Kennedy, Brian Forte, Andy Nagy Televisión: ESPN |  |

| 19 noviembre | Denver Nuggets                                                          | 122–110                               | Memphis Grizzlies                                                | |  |
| 8:00 p. m.   | Parciales: 31-24, 37-33, 24-21, 30-32                                   | Parciales: 31-24, 37-33, 24-21, 30-32 | Parciales: 31-24, 37-33, 24-21, 30-32                            | |  |
|              | Estadísticas Jamal Murray 27 Michael Porter Jr. 11 Russell Westbrook 14 | Reporte Pts Reb Asts                  | Estadísticas Santi Aldama 28 Santi Aldama 11 Scotty Pippen Jr. 6 | Pabellón: FedEx Forum, Memphis, TN Asistencia: 15,377 espectadores Árbitros: Courtney Kirkland, Tre Maddox, CJ Washington Televisión: NBA League Pass |  |

| 19 noviembre | New Orleans Pelicans                                                     | 91–132                                | Dallas Mavericks                                            | |  |
| 8:30 p. m.   | Parciales: 29-44, 22-19, 18-34, 22-35                                    | Parciales: 29-44, 22-19, 18-34, 22-35 | Parciales: 29-44, 22-19, 18-34, 22-35                       | |  |
|              | Estadísticas Trey Murphy III 19 Yves Missi 9 Ingram, Missi, Nowell 4 c/u | Reporte Pts Reb Asts                  | Estadísticas Luka Dončić 26 Quentin Grimes 8 Kyrie Irving 7 | Pabellón: American Airlines Center, Dallas, TX Asistencia: 20,077 espectadores Árbitros: JB DeRosa, Eric Dalen, Jacyn Goble Televisión: NBA League Pass |  |

| 22 noviembre | Golden State Warriors                                                     | 112–108                               | New Orleans Pelicans                                                               | |  |
| 8:00 p. m.   | Parciales: 34–30, 28–33, 25–21, 25–24                                     | Parciales: 34–30, 28–33, 25–21, 25–24 | Parciales: 34–30, 28–33, 25–21, 25–24                                              | |  |
|              | Estadísticas Andrew Wiggins 30 Green, Jackson-Davis 8 c/u Stephen Curry 7 | Reporte Pts Reb Asts                  | Estadísticas Trey Murphy III 24 Jeremiah Robinson-Earl 12 Boston Jr., Ingram 7 c/u | Pabellón: Smoothie King Center, New Orleans, LA Asistencia: 16,820 espectadores Árbitros: Sean Wright, Kevin Scott, Simone Jelks Televisión: NBA League Pass |  |

| 22 noviembre | Dallas Mavericks                                                 | 123–120                               | Denver Nuggets                                               | |  |
| 10:00 p. m.  | Parciales: 33–31, 40–22, 22–36, 28–31                            | Parciales: 33–31, 40–22, 22–36, 28–31 | Parciales: 33–31, 40–22, 22–36, 28–31                        | |  |
|              | Estadísticas Naji Marshall 26 P. J. Washington 13 Kyrie Irving 6 | Reporte Pts Reb Asts                  | Estadísticas Nikola Jokić 33 Nikola Jokić 17 Jamal Murray 11 | Pabellón: Ball Arena, Denver, CO Asistencia: 19,923 espectadores Árbitros: Marc Davis, Brent Barnaky, Scott Twardoski Televisión: ESPN |  |

| 29 noviembre | New Orleans Pelicans                                        | 109–120                               | Memphis Grizzlies                                       | |  |
| 5:00 p. m.   | Parciales: 28–32, 28–35, 26–25, 27–28                       | Parciales: 28–32, 28–35, 26–25, 27–28 | Parciales: 28–32, 28–35, 26–25, 27–28                   | |  |
|              | Estadísticas CJ McCollum 30 Yves Missi 14 Dejounte Murray 6 | Reporte Pts Reb Asts                  | Estadísticas Ja Morant 27 Brandon Clarke 11 Ja Morant 7 | Pabellón: FedEx Forum, Memphis, TN Asistencia: 17,014 espectadores Árbitros: Zach Zarba, Karl Lane, Jonathan Sterling Televisión: NBA TV |  |

| 3 diciembre | Memphis Grizzlies                                       | 116–121                               | Dallas Mavericks                                              | |  |
| 8:30 p. m.  | Parciales: 26–25, 31–35, 38–22, 21–39                   | Parciales: 26–25, 31–35, 38–22, 21–39 | Parciales: 26–25, 31–35, 38–22, 21–39                         | |  |
|             | Estadísticas Ja Morant 31 Santi Aldama 8 Marcus Smart 6 | Reporte Pts Reb Asts                  | Estadísticas Luka Dončić 37 Luka Dončić 12 P. J. Washington 7 | Pabellón: American Airlines Center, Dallas, TX Asistencia: 20,277 espectadores Árbitros: Sean Corbin, Ben Taylor, Jenna Schroeder Televisión: NBA League Pass |  |

| 3 diciembre | Golden State Warriors                                          | 115–119                               | Denver Nuggets                                              | |  |
| 10:00 p. m. | Parciales: 26–25, 31–35, 38–22, 21–39                          | Parciales: 26–25, 31–35, 38–22, 21–39 | Parciales: 26–25, 31–35, 38–22, 21–39                       | |  |
|             | Estadísticas Stephen Curry 24 Kevon Looney 11 Stephen Curry 11 | Reporte Pts Reb Asts                  | Estadísticas Nikola Jokić 38 Nikola Jokić 10 Jamal Murray 7 | Pabellón: Ball Arena, Denver, CO Asistencia: 19,912 espectadores Árbitros: Matt Myers, Justin Van Duyne, Tyler Ford Televisión: TNT |  |

### Ranking de equipos con 2.º puesto

#### Conferencia Este
| Pos. | Equipo          | PJ | G | P | PF  | PC  | DP  | Pts | Clasificación                 |
| ---- | --------------- | -- | - | - | --- | --- | --- | --- | ----------------------------- |
| 1    | Orlando Magic   | 4  | 3 | 1 | 441 | 396 | +45 | 7   | Avanza a la fase eliminatoria |
| 2    | Boston Celtics  | 4  | 3 | 1 | 482 | 459 | +23 | 7   |                               |
| 3    | Detroit Pistons | 4  | 3 | 1 | 447 | 440 | +7  | 7   |                               |

 Fuente: NBA
Criterios de clasificación: Tiebreakers

#### Conferencia Oeste
| Pos. | Equipo               | PJ | G | P | PF  | PC  | DP  | Pts | Clasificación                 |
| ---- | -------------------- | -- | - | - | --- | --- | --- | --- | ----------------------------- |
| 1    | Dallas Mavericks     | 4  | 3 | 1 | 493 | 447 | +46 | 7   | Avanza a la fase eliminatoria |
| 2    | Phoenix Suns         | 4  | 3 | 1 | 434 | 404 | +30 | 7   |                               |
| 3    | Los Angeles Clippers | 4  | 2 | 2 | 427 | 411 | +16 | 6   |                               |

 Fuente: NBA

## Fase eliminatoria

### Cuadro de desarrollo
Equipo local listado en primer lugar (solo cuartos de final).
|  | Cuartos de final                    | Cuartos de final                |                                 |     | Semifinales | Semifinales |  |  | Final | Final |
|  |                                     |                                 |                                 |     |             |             |  |  |       |       |
|  | 10 de diciembre – Milwaukee, WI     |                                 |                                 |     |             |             |  |  |       |       |
|  |                                     |                                 |                                 |     |             |             |  |  |       |       |
|  | 1Milwaukee Bucks                    | 114                             |                                 |     |             |             |  |  |       |       |
|  | 1Milwaukee Bucks                    | 114                             | 14 de diciembre – Las Vegas, NV |     |             |             |  |  |       |       |
|  | 4Orlando Magic                      | 109                             |                                 |     |             |             |  |  |       |       |
|  | 4Orlando Magic                      | 109                             | 1Milwaukee Bucks                | 110 |             |             |  |  |       |       |
|  | 11 de diciembre – New York, NY      |                                 | 1Milwaukee Bucks                | 110 |             |             |  |  |       |       |
|  |                                     | 3Atlanta Hawks                  | 102                             |     |             |             |  |  |       |       |
|  | 2New York Knicks                    | 3Atlanta Hawks                  | 102                             | 100 |             |             |  |  |       |       |
|  | 2New York Knicks                    |                                 | 17 de diciembre – Las Vegas, NV | 100 |             |             |  |  |       |       |
|  | 3Atlanta Hawks                      | 108                             |                                 |     |             |             |  |  |       |       |
|  | 3Atlanta Hawks                      | 108                             | E1 Milwaukee Bucks              | 97  |             |             |  |  |       |       |
|  | 10 de diciembre – Oklahoma City, OK |                                 | E1 Milwaukee Bucks              | 97  |             |             |  |  |       |       |
|  |                                     | O1 Oklahoma City Thunder        | 81                              |     |             |             |  |  |       |       |
|  | 1Oklahoma City                      | O1 Oklahoma City Thunder        | 81                              | 118 |             |             |  |  |       |       |
|  | 1Oklahoma City                      | 14 de diciembre – Las Vegas, NV |                                 | 118 |             |             |  |  |       |       |
|  | 4Dallas Mavericks                   | 104                             |                                 |     |             |             |  |  |       |       |
|  | 4Dallas Mavericks                   | 104                             | 1Oklahoma City Thunder          | 111 |             |             |  |  |       |       |
|  | 11 de diciembre – Houston, TX       |                                 | 1Oklahoma City Thunder          | 111 |             |             |  |  |       |       |
|  |                                     | 2Houston Rockets                | 96                              |     |             |             |  |  |       |       |
|  | 2Houston Rockets                    | 2Houston Rockets                | 96                              | 91  |             |             |  |  |       |       |
|  | 2Houston Rockets                    |                                 |                                 | 91  |             |             |  |  |       |       |
|  | 3Golden State Warriors              | 90                              |                                 |     |             |             |  |  |       |       |
|  | 3Golden State Warriors              | 90                              |                                 |     |             |             |  |  |       |       |

Source:

#### Cuartos de final
| 10 de diciembre               | Orlando Magic                                                    | 109–114                               | Milwaukee Bucks                                                        | Milwaukee |  |
| 7:00 p.m. (6:00 p.m. Central) | Parciales: 33–25, 26–35, 13–20, 37–34                            | Parciales: 33–25, 26–35, 13–20, 37–34 | Parciales: 33–25, 26–35, 13–20, 37–34                                  | |  |
|                               | Estadísticas Jalen Suggs 32 Goga Bitadze 14 Wendell Carter Jr. 5 | Reporte Pts Reb Asts                  | Estadísticas Giannis Antetokounmpo 37 Bobby Portis 10 Damian Lillard 9 | Pabellón: Fiserv Forum Asistencia: 17 341 espectadores Árbitros: Scott Foster Sean Corbin CJ Washington Televisión: TNT |  |

| 10 de diciembre               | Dallas Mavericks                                                                | 104–118                               | Oklahoma City Thunder                                                                   | Oklahoma City |  |
| 9:30 p.m. (8:30 p.m. Central) | Parciales: 24–32, 30–25, 19–33, 31–28                                           | Parciales: 24–32, 30–25, 19–33, 31–28 | Parciales: 24–32, 30–25, 19–33, 31–28                                                   | |  |
|                               | Estadísticas Thompson, Marshall 19 c/u Dereck Lively II 13 tres jugadores 5 c/u | Reporte Pts Reb Asts                  | Estadísticas Shai Gilgeous-Alexander 39 Isaiah Hartenstein 13 Shai Gilgeous-Alexander 5 | Pabellón: Paycom Center Asistencia: 17 724 espectadores Árbitros: Brian Forte Kevin Scott Jenna Schroeder Televisión: TNT |  |

| 11 de diciembre | Atlanta Hawks                                                  | 108–100                               | New York Knicks                                                 | Nueva York |  |
| 7:00 p.m.       | Parciales: 22–28, 25–26, 34–18, 27–28                          | Parciales: 22–28, 25–26, 34–18, 27–28 | Parciales: 22–28, 25–26, 34–18, 27–28                           | |  |
|                 | Estadísticas De'Andre Hunter 24 Jalen Johnson 15 Trae Young 11 | Reporte Pts Reb Asts                  | Estadísticas Josh Hart 21 Karl-Anthony Towns 19 Jalen Brunson 8 | Pabellón: Madison Square Garden Asistencia: 19 812 espectadores Árbitros: Ben Taylor Jacyn Goble Natalie Sago Televisión: ESPN |  |

| 11 de diciembre               | Golden State Warriors                                                 | 90–91                                 | Houston Rockets                                                  | Houston |  |
| 9:30 p.m. (8:30 p.m. Central) | Parciales: 18–20, 19–24, 32–24, 21–23                                 | Parciales: 18–20, 19–24, 32–24, 21–23 | Parciales: 18–20, 19–24, 32–24, 21–23                            | |  |
|                               | Estadísticas Jonathan Kuminga 20 tres jugadores 7 c/u Stephen Curry 5 | Reporte Pts Reb Asts                  | Estadísticas Alperen Şengün 26 Alperen Şengün 11 Fred VanVleet 7 | Pabellón: Toyota Center Asistencia: 18 055 espectadores Árbitros: Bill Kennedy Brent Barnaky Mousa Dagher Televisión: TNT |  |

#### Semifinales
| 14 de diciembre               | Atlanta Hawks                                             | 102–110                               | Milwaukee Bucks                                                                        | Las Vegas |  |
| 4:30 p.m. (1:30 p.m. Pacific) | Parciales: 28–26, 21–29, 34–27, 19–28                     | Parciales: 28–26, 21–29, 34–27, 19–28 | Parciales: 28–26, 21–29, 34–27, 19–28                                                  | |  |
|                               | Estadísticas Trae Young 35 Jalen Johnson 10 Trae Young 10 | Reporte Pts Reb Asts                  | Estadísticas Giannis Antetokounmpo 32 Giannis Antetokounmpo 14 Giannis Antetokounmpo 9 | Pabellón: T-Mobile Arena Asistencia: 17 113 espectadores Árbitros: John Goble Tre Maddox John Butler Televisión: TNT |  |

| 14 de diciembre               | Houston Rockets                                                 | 96–111                                | Oklahoma City Thunder                                                             | Las Vegas |  |
| 8:30 p.m. (5:30 p.m. Pacific) | Parciales: 20–18, 22–23, 27–34, 27–36                           | Parciales: 20–18, 22–23, 27–34, 27–36 | Parciales: 20–18, 22–23, 27–34, 27–36                                             | |  |
|                               | Estadísticas Amen Thompson 19 Alperen Şengün 11 Fred VanVleet 7 | Reporte Pts Reb Asts                  | Estadísticas Shai Gilgeous-Alexander 32 Luguentz Dort 9 Shai Gilgeous-Alexander 6 | Pabellón: T-Mobile Arena Asistencia: 17 937 espectadores Árbitros: James Capers Nick Buchert Ray Acosta Televisión: ABC |  |

#### Final
| 17 de diciembre               | Milwaukee Bucks                                                                         | 97–81                                 | Oklahoma City Thunder                                                          | Las Vegas |  |
| 8:30 p.m. (5:30 p.m. Pacific) | Parciales: 27–28, 24–22, 26–14, 20–17                                                   | Parciales: 27–28, 24–22, 26–14, 20–17 | Parciales: 27–28, 24–22, 26–14, 20–17                                          | |  |
|                               | Estadísticas Giannis Antetokounmpo 26 Giannis Antetokounmpo 19 Giannis Antetokounmpo 10 | Reporte Pts Reb Asts                  | Estadísticas Shai Gilgeous-Alexander 21 Isaiah Hartenstein 12 Jalen Williams 3 | Pabellón: T-Mobile Arena Asistencia: 18 519 espectadores Árbitros: Josh Tiven Karl Lane Justin Van Duyne Televisión: ABC |  |

## Mejor quinteto del torneo
| Pos. | Jugador                     | Equipo                |
| ---- | --------------------------- | --------------------- |
| B    | Trae Young                  | Atlanta Hawks         |
| B    | Shai Gilgeous-Alexander     | Oklahoma City Thunder |
| B    | Damian Lillard              | Milwaukee Bucks       |
| A    | Giannis Antetokounmpo (MVP) | Milwaukee Bucks       |
| P    | Alperen Şengün              | Houston Rockets       |